# Сомоторський канал
Сомоторський канал (словац. Somotorský kanál) — меліоративний канал; притока Бодрогу, протікає в окрузі Требишів.
Довжина приблизно 30,0-30,5 км. Витік знаходиться в масиві Східнословацька низовина. Впадають Північний Святушський канал і Північний радський канал.
Протікає територією сіл Стреда-над-Бодроґом; Вельки Гореш; Стражне; Сомотор; Вельке Тракани; Ладмовце; Прибенік; Мале Тракани; Мали Гореш; Бєл; Добра і міста Чєрна-над-Тисою.